# Король хлопок

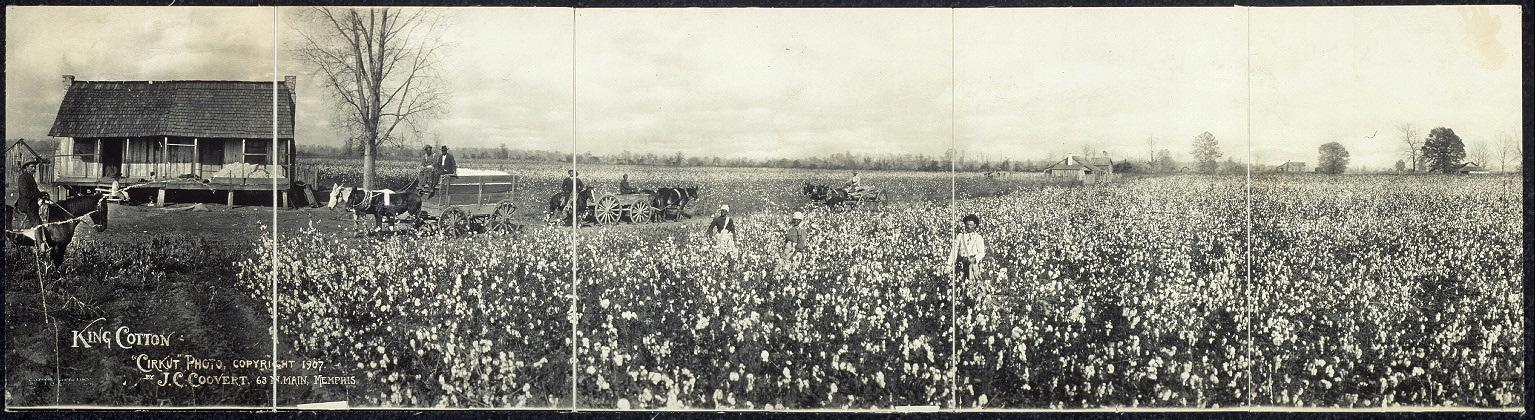
«Король Хлопок», панорамная фотография хлопковой плантации, сделанная в 1907 году

Король хлопок (англ. King Cotton) — фраза, часто использовавшаяся политиками южных штатов США в довоенный период с целью подчеркнуть экономическую и политическую важность производства хлопка. С изобретением хлопкоочистительной машины американским промышленником Эли Уитни в 1793 году хлопок превзошёл табак и стал доминирующей товарной культурой в сельскохозяйственной экономике Юга. Климат региона и наличие плодородных земель в речных долинах способствовало широкому распространению этой культуры. К 1860 годам южные плантации поставляли 75% мирового хлопка, который поставлялся в Европу их Хьюстона, Нового Орлеана, Чарлстона, Мобила, Саванны и других городов. Концепция хлопка как «короля» была впервые предложена Дэвидом Кристи в книге «Хлопок — король» 1855 года. Сенатор от Южной Каролины Джеймс Хэммонд утверждал, что «ни одна сила на земле не сможет объявить войну хлопку». Многие южане были так уверены в экономической силе хлопка, что не опасались войны с северными штатами. Согласно этой теории, контроль над экспортом этого материала должен был обеспечить экономическое процветание предлагаемой независимой Конфедерации, разрушить текстильную промышленность Новой Англии и вынудить Великобританию и, возможно, Францию оказать военную поддержку КША, поскольку их промышленная экономика зависела от хлопка.
К 1861 году многие из крупнейших стран мира, включая северные Соединенные Штаты, взяли на себя обязательства по борьбе с рабством, из-за чего сторонники Конфедерации решили использовать важность поставок хлопка в качестве аргумента в пользу сохранения нового государства, а не рабство . С экономической точки зрения всеобщая отмена рабства была неудачей для Британии, в связи с чем южане считали, что смогут изменить мнение британцев касательно политики борьбы с рабством, и добиться их вмешательства в войну на своей стороне. К февралю 1861 года семь штатов, экономика которых основывалась на хлопковых плантациях, вышли из состава Союза и образовали Конфедерацию. Остальные восемь рабовладельческих штатов, где производство хлопка было незначительным или отсутствовало, остались в составе Союза, хотя четыре из них также присоединились к Конфедерации к июню того же года.
К лету 1861 года флот Союза блокировал все крупные порты Конфедерации и остановил более 95% её экспорта. Однако британцы могли закупать хлопок из альтернативных источников, таких как Индия, Египет и Бразилия. Поскольку Великобритания уже отменила рабство, общественность была бы возмущена, если бы правительство оказывало военную поддержку суверенному государству, отстаивающему идеалы рабства
. В 1862 году Конгресс Конфедерации разрешил сжигать хлопок в случае существования опасности его захвата армией или флотом Союза. 
В результате доктрина «короля хлопка» оказалась провалом для Конфедерации, поскольку не смогла обеспечить экономическое процветание нового государства. После поражения в гражданской войне южная экономика продолжала оставаться монокультурной вплоть до XX века, когда Новый курс Рузвельта способствовал её индустриализации.